# Núbia Lafayete
Núbia Lafayete, de son nom civil Idenilde Araújo Alves da Costa (née le 21 janvier 1937 à Assu et décédée le 21 juin 2007 à Niterói), est une chanteuse brésilienne.

## Biographie
Núbia est née à Assu, dans l'État du Rio Grande do Norte, où elle vit jusqu'à l'âge de trois ans, lorsque sa famille déménage à Rio de Janeiro. Dès son plus jeune âge, elle se montre douée pour la musique et se produit dans des programmes pour enfants dès l'âge de huit ans. La carrière d'Idenilde commence à la fin des années 1950 sous le nom de scène de Nilde Araújo. À l'époque, elle travaillait comme vendeuse chez Lojas Pernambucanas à Rio de Janeiro, lorsqu'elle décide de participer au programme de première année A Voz de Ouro sur TV Tupi, en interprétant des chansons de l'époque. Elle est crooner à la Cave do Rio (Cave do Rio) et fait ses débuts en chantant Dalva de Oliveira.
Le nom de scène définitif de Núbia Lafayette est adapté en 1960 à la suggestion du compositeur Adelino Moreira. C'est ce compositeur qui l'amène au label RCA, avec le soutien de Nelson Gonçalves. C'est cette année-là qu'elle enregistre son premier album, qui comprend la chanson samba Devolvi, d'Adelino Moreira. Ce travail la projette définitivement comme une chanteuse romantique et populaire. Núbia continue à participer à des programmes spéciaux et à donner des représentations sporadiques jusqu'à la fin de sa vie. Elle vit ensuite à Maricá, sur la côte de Rio de Janeiro. 
Núbia est victime d'un accident vasculaire cérébral le 10 mars 2007 et est hospitalisée pendant dix jours. Le 25 mai de la même année, elle est à nouveau admise à l'hôpital de Clínicas Niterói en raison de complications. Elle décède à l'âge de 70 ans.

## Discographie
- 1960 : Solidão (RCA Camden)
- 1960 : Devolvi (RCA Camden)
- 1962 : Devoção (RCA Camden)
- 1962 : Diferente (RCA Camden)
- 1963 : Eu, Núbia Lafayette (RCA Camden)
- 1964 : Triste Madrugada (RCA Victor)
- 1965 : Noites sem fim (RCA Camden)
- 1970 : Nem Eu, nem Tu, Ninguém (Philips)
- 1960 : Núbia Lafayette (CBS)
- 1972 : Casa e Comida (CBS)
- 1973 : De quem eu gosto (CBS)
- 1974 : Núbia Lafayette (CBS)
- 1975 : Abandono Cruel (CBS)
- 1976 :  Núbia Lafayette (CBS)
- 1977 : Migalhas (CBS)
- 1978 : Núbia Lafayette (CBS)
- 1980 : Núbia Lafayette (CBS)
- 1981 : Os vinte anos artísticos de Núbia Lafayette (CBS)